# キティズパーティー
『キティズパーティー』は、1995年から九州地区などのテレビ局で放送されていたテレビ大分(TOS)製作の子供向け番組。後に『キティズパーティー2』と改題し、2004年3月まで放送された。
いずれもサンリオのキャラクターたちが登場する番組で、大分県日出町のハーモニーランドで公開録画を行っていた。テレビ大分自体は日本テレビ系列とのクロスネットではあるが、ネット局は九州地区のフジテレビ系列局が中心だった。
放送開始当初はTOS自主制作の収録映像のみであり、子供番組としては珍しく、歌曲の使用が一切無かった。視聴率向上の打開策として、2年目から番組内にテレビ東京メディアネットから購入した『ハローキティとバッドばつ丸』→『キティズパラダイス』シリーズからの映像素材を多く利用していたり、歌曲もテレビ東京ミュージックが出版権を保有する同番組のオリジナル曲を流用したりするようになった。それ以降から九州地方で唯一テレビ東京系列局が存在する福岡県でのネット局がTXN九州→TVQ九州放送に移行され、権利関係上、当該番組を差し替える形でネットしていた。

## 番組内容
- オープニング（歌／「いたずら天使」（作詞：室生あゆみ 作曲：池毅 歌：須藤まゆみ）CG製作／（株）エムケイ）（姉妹テーマパーク サンリオピューロランドの公開収録番組『あそぼう!! ハローキティ』のVTR素材を流用）
- 前提供バック（『あそぼう!! ハローキティ』のVTR素材を流用、アナコメはネット受け局側からの送出）
- 公開録画の模様（オープニング、歌など。途中にミニコーナーを挿むことがある)
- ミニコーナー
  - アニメ（サンリオアニメビデオシリーズからのVTR素材を流用）
  - 占い（キキとララのラッキー星占い）
- ハッピープリンス＆プリンセス（みんなの似顔絵、イラスト紹介のコーナー）
  - 歌（キャラクターソングなど。イメージアニメつき、サンリオビデオシリーズからのVTR素材の流用。また『ハローキティとバッドばつ丸』で放送されたものを放送した他、逆に当番組登場後に『ハローキティとバッドばつ丸』でも放送されるようになった楽曲もある。）
- ハーモニーランド情報・プレゼント（番組最後）
- エンディング（制作協力：TOSエンタープライズ 制作：ハーモニーランドなどの横スクロールテロップが現地ロケ映像の上に流れる。「著作」テロップはなし）
- 公開収録告知（フェスティバルステージ、自然のハーモニーシアターなどで収録したアナコメに、テロップが載る形式）
- 後提供バック（『あそぼう!! ハローキティ』のVTR素材流用）

※公開録画（公開収録）はハーモニーランド園内の「フェスティバルステージ」と「自然のハーモニーシアター」などで行われ、『あそぼう!! ハローキティ』出演者の井上かなえなどが司会を担当した回が主に放送された。また、ミニコーナーはハーモニーランド現地収録が基本で、旧・カルーセル周辺で遊ぶキキとララが登場したり、お城で共演するハローキティとマイメロディのコーナーが放送されたりした。
※OP/ED/前提供/後提供のVTR素材は、『あそぼう!! ハローキティ』と映像・音楽も含めて同一の物を流用。但し、前提供と後提供の「提供テロップ」バック映像はそれらと同一だが、アナコメに被る音楽は無音で、ローカルテロップがネット受け局によってスーパーされた。
※ネット局によっては番組フォーマットの関係上、後提供の後に「キティズパーティー ＝おわり＝」などのローカルテロップがブルーバックでスーパーされた。

## 放送局
ハーモニーランド公式サイトで公開されていた2003年12月時点の放送スケジュールでは、以下のうちテレビ大分・TVQ九州放送・テレビ長崎・鹿児島テレビの4局のみが掲載されていた。
- テレビ大分(TOS)（フジテレビ系・日本テレビ系クロスネット、製作局）毎週金曜日 16:00 - 16:30放送[1]
- 九州朝日放送(KBC)（テレビ朝日系）[2][3]毎週金曜日 16:00 - 16:30放送→後にTVQ九州放送に移行。
- TVQ九州放送（テレビ東京系）[2]毎週水曜日 16:00 - 16:25放送 - 1998年4月より毎週木曜日 7:30〜8:00放送[1]
- テレビ熊本(TKU)（フジテレビ系）毎週月曜日 16:25 - 16:55放送[1]
- テレビ長崎(KTN)（フジテレビ系）毎週月曜日 15:55 - 16:25放送[1]（2000年10月時点では火曜 15:30 - 16:00[4]）
- 鹿児島テレビ（フジテレビ系）毎週月曜日 16:00 - 16:30放送[1]
- テレビ宮崎(UMK)（フジテレビ系・日本テレビ系・テレビ朝日系クロスネット） 毎週月曜日 16:00 - 16:30放送[1]
- サガテレビ（フジテレビ系）毎週日曜日 6:30 - 7:00放送[1]
- あいテレビ（TBS系）[2]毎週土曜日 17:00 - 17:30放送[1]

## ビデオソフト
- キティズパーティースペシャル版 上巻・下巻（総集編） サンリオビデオ（販売元はパイオニアLDC）から合計2巻（KPV-1、KPV-2）リリースされた[5]。特典映像として「ハーモニーランドガイド」が収録されている。
- キティズパーティースペシャル版PART2 上巻・下巻（総集編）サンリオビデオ（販売元はパイオニアLDC）から合計2巻（KPV-3、KPV-4）リリースされた[5]。特典映像として「キティズクッキング」が収録されている。

## 番組終了後
番組の終了後、テレビ大分とTVQ九州放送は2004年4月から9月までテレビ東京の『キティズパラダイス』を放送していた。大分県では後にネット局が大分朝日放送へ移行したものの、現在は2局ともに同番組の放送を終えている。
2020年4月からは、テレビ東京系列で新たにサンリオキャラクターが登場する子供向け番組として『ファンファンキティ!』がスタートした。『キティズパーティー』のネット局のうち、テレビ東京系列であるTVQ九州放送は開始からテレビ東京と同時ネット、『キティズパーティー』制作局だったテレビ大分も、番販購入の形でテレビ東京系列での開始直後の同年4月より遅れネットで放送している。また、『キティズパーティー』を四国地区で唯一放送していた愛媛県でも同年10月より『ファンファンキティ!』の放送が開始されているが、こちらは『キティズパーティー』のネット局であったあいテレビではなく、テレビ大分と同じ日本テレビ系列の南海放送での遅れネットとなっている。